# Forges d'Abel
Les Forges d'Abel sont un quartier des communes françaises de Borce et Urdos dans les Pyrénées-Atlantiques. Situé en vallée d'Aspe, à l'entrée française du tunnel ferroviaire du Somport, il accueillait la gare internationale des Forges d'Abel, première gare de la ligne Pau - Canfranc en sortant du tunnel vers la France. Il accueille désormais le service technique du tunnel routier du Somport et les services des secours utilisant l'ancien tunnel ferroviaire, ainsi qu'une centrale hydroélectrique gérée par EDF.
Les « Forges d'Abel » étaient une petite usine sidérurgique, qui fut modernisée et exploitée par Frédéric d'Abel (1780-1855), un maître de forges originaire de Stuttgart, en Allemagne, entre 1828 et le début des années 1850.
Une petite route mène vers Estaens, un lieu-dit plus à l'ouest où se trouve une centrale hydroélectrique, également point de départ de randonnées.

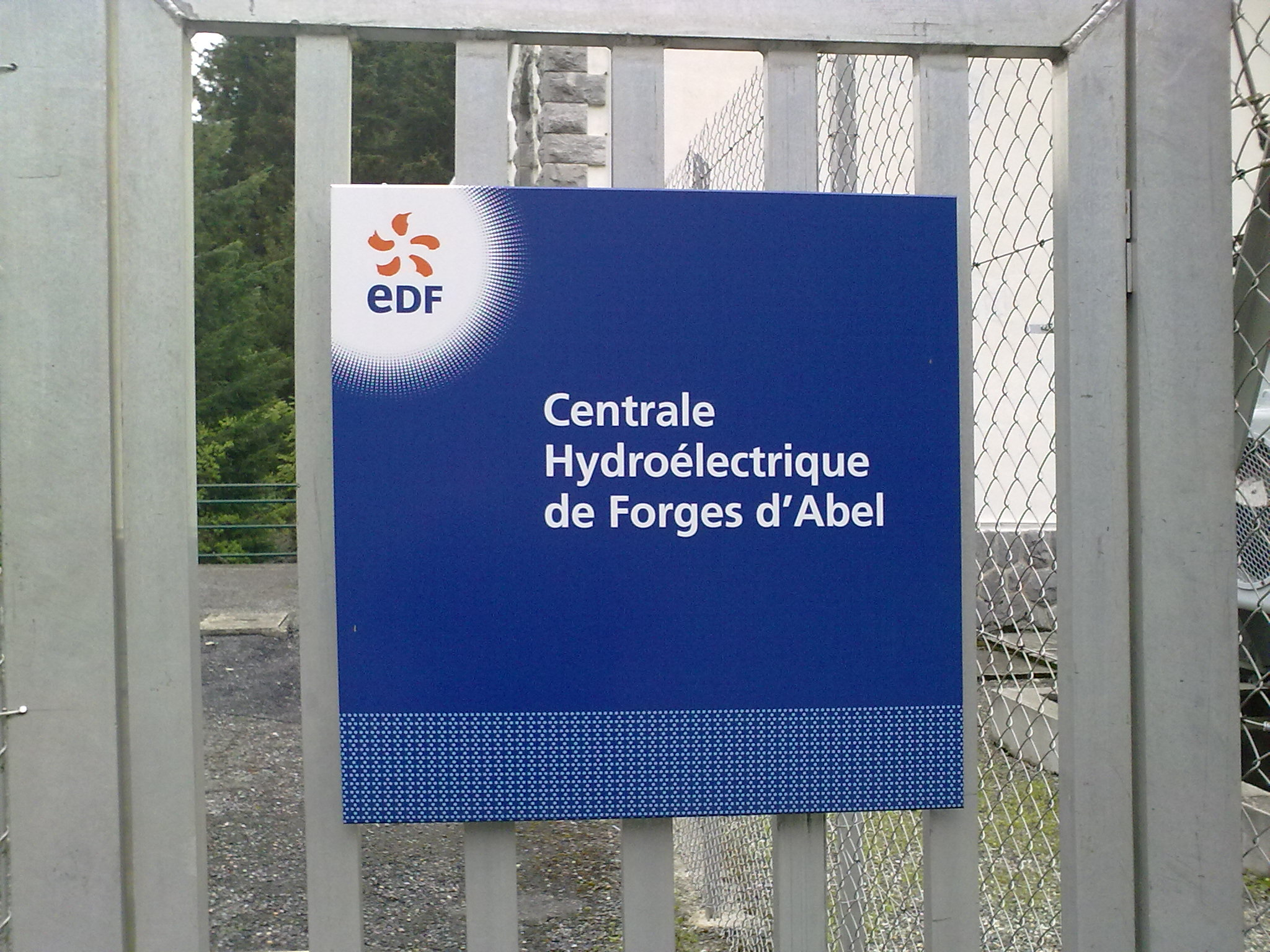
Centrale hydroélectrique des Forges d'Abel.
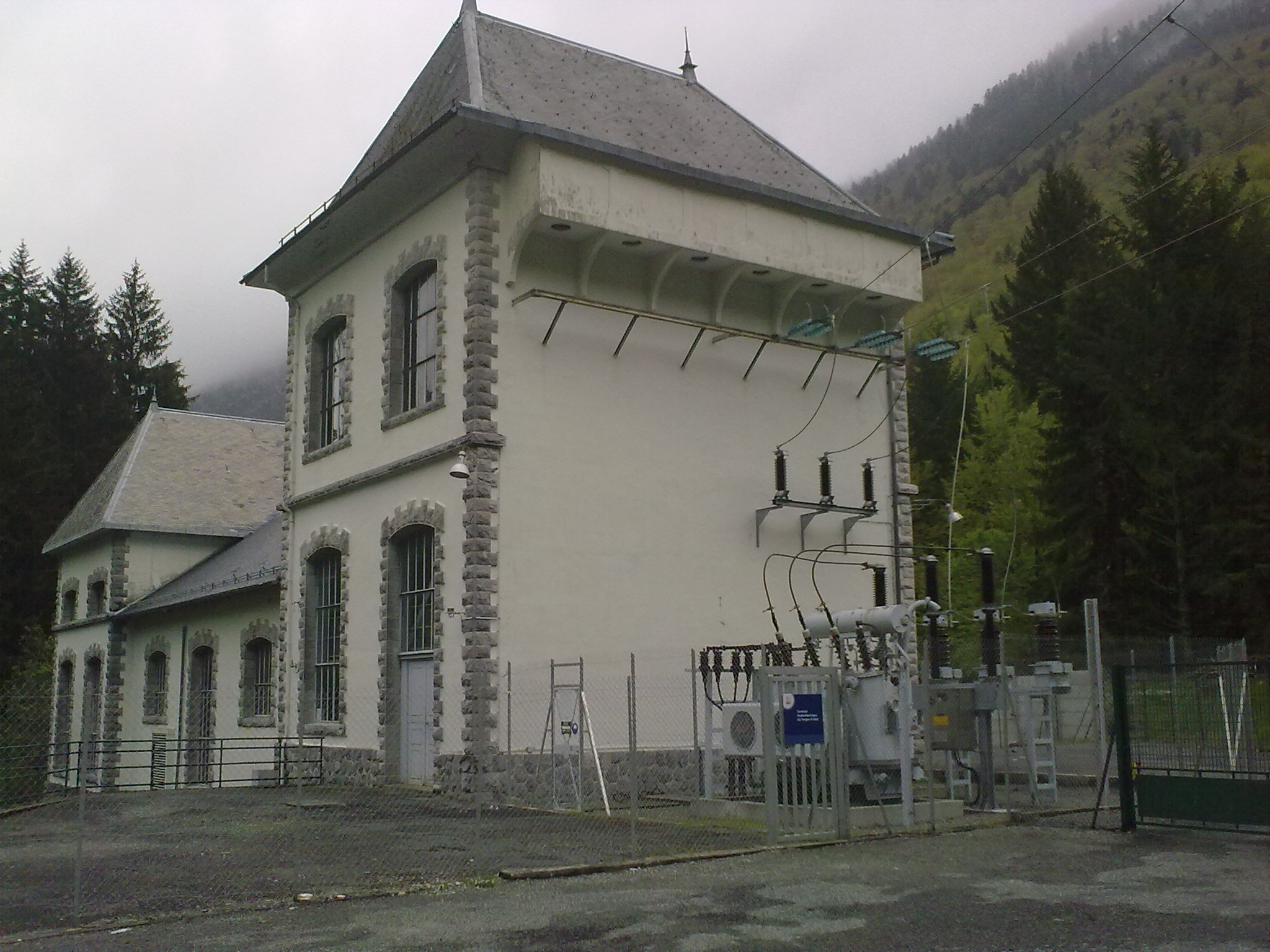
Centrale hydroélectrique des Forges d'Abel
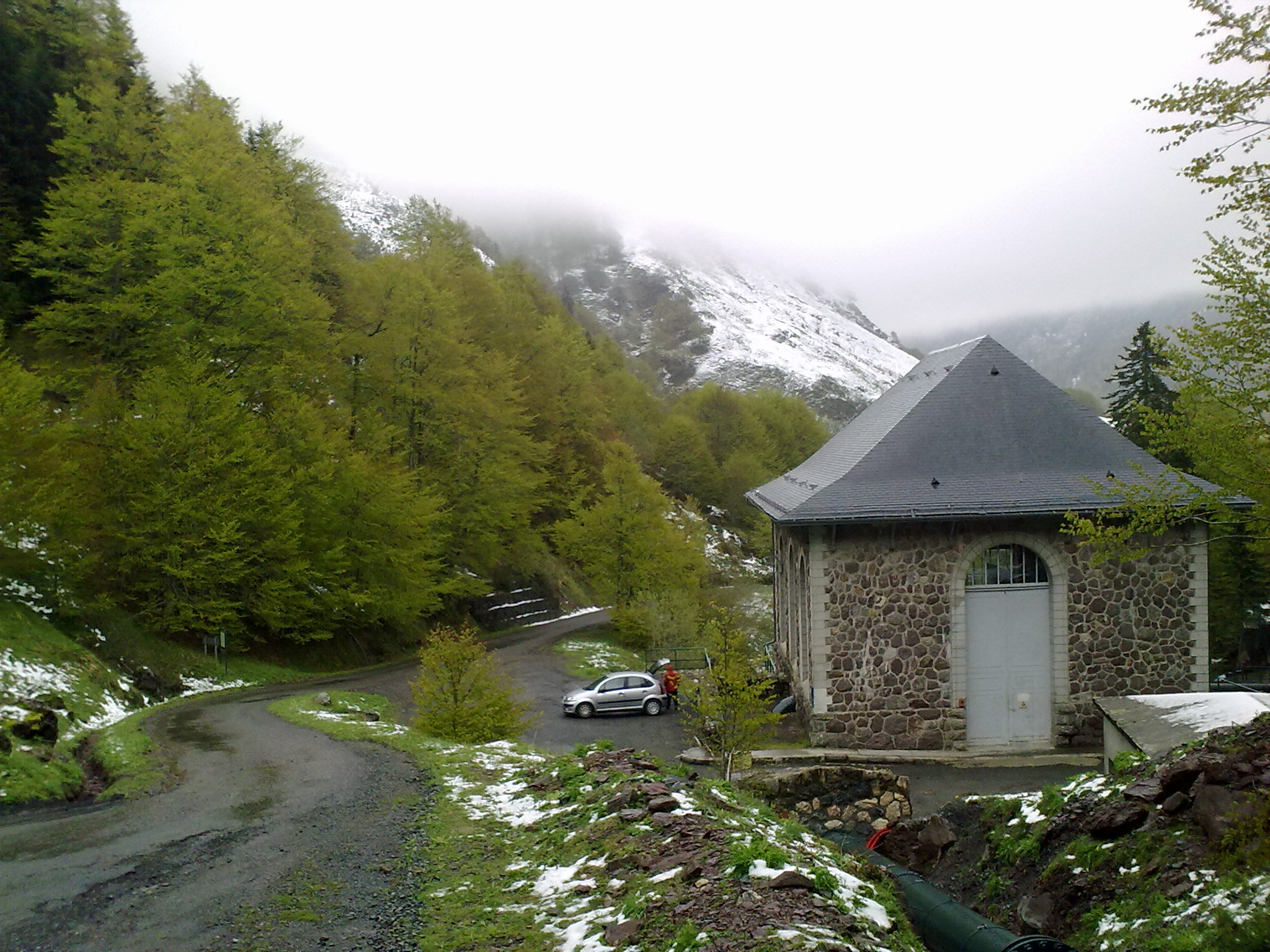
Centrale hydroélectrique d'Estaens.

## Personnalités
- Henry Wilfred Brolemann, myriapodologiste mort aux Forges d'Abel en 1933[1].